# Communauté de communes du canton de Selongey
La communauté de communes du canton de Selongey était une communauté de communes française, située dans le département de la Côte-d'Or et la région Bourgogne-Franche-Comté.

## Histoire
Elle avait été créée en 2006 pour succéder au SIVOM.
Elle a été dissoute le 31 décembre 2016 pour fusionner avec la communauté de communes des Sources de la Tille et former la communauté de communes Tille et Venelle.

## Composition
| Nom                 | Code Insee | Gentilé       | Superficie (km2) | Population (dernière pop. légale) | Densité (hab./km2) |
| ------------------- | ---------- | ------------- | ---------------- | --------------------------------- | ------------------ |
| Selongey (siège)    | 21599      | Selongéens    | 46,42            | 2 434 (2014)                      | 52                 |
| Boussenois          | 21096      | Bussenotins   | 12,49            | 124 (2014)                        | 9,9                |
| Chazeuil            | 21163      | Chazuilois    | 18,55            | 202 (2014)                        | 11                 |
| Foncegrive          | 21275      | Sacrefontains | 10,13            | 135 (2014)                        | 13                 |
| Orville             | 21472      | Orvillois     | 2,24             | 173 (2014)                        | 77                 |
| Sacquenay           | 21536      |               | 22,13            | 276 (2014)                        | 12                 |
| Vernois-lès-Vesvres | 21665      | Vernoisiens   | 11,51            | 186 (2014)                        | 16                 |
| Véronnes            | 21667      | Véronnais     | 19,20            | 390 (2014)                        | 20                 |

## Administration
- juin à décembre 2016 : Président : Christophe Leloup - 1er Vice-président  Benoît Berny - 2e Vice-président : Dominique Duchamp
- avril à juin 2016 : Intérim du 1er Vice-président Dominique Duchamp
- 2014 à avril 2016 : Président : Charles Poupon - 1er Vice-président  Dominique Duchamp - 2e Vice-président : Didier Mignotte - 3e Vice-président : Stéphane Guinot
- 2008 à 2014 : Président : Michel Verney
- 2006 à 2008 : Président : Paul Taillandier

## Compétences
La communauté de communes exerce de plein droit, au lieu et place des communes membres, certaines compétences dans les domaines de :
- zone de développement éolien ;
- actions sociales (Maison médicale), culturelles (École de musique) et sportives (subventions) ;
- enfance jeunesse (Contrat Enfance Jeunesse) ;
- actions de développement économiques ;
- logement ;
- aménagement de l'espace ;
- voirie ;
- assainissement non collectif (SPANC) ;
- déchets ménagers ;
- chambre funéraire ;
- prestations de services.